# Lucius Papirius Cursor (tribun consulaire en -387)
Pour les articles homonymes, voir Papirius Cursor.
Lucius Papirius Cursor est un homme politique de la République romaine au début du IVe siècle av. J.-C. Il est membre des Papirii Cursores, une branche de la gens patricienne des Papirii, fils de Spurius Papirius Cursor ; son petit-fils Lucius Papirius Cursor sera consul à cinq reprises, en 326, 320, 319, 315 et 313 av. J.-C. Il tient son nom de son père et son cognomen (ou surnom) "Cursor" de ses exploits pour conduire sa politique d'une main de fer. Ce surnom va entraîner après sa mort la création des curseurs qui auront pour objectif de transmettre aux consuls et aux régions éloignées de Rome les décisions du sénat romain.
En 393 av. J.-C., il est censeur avec Caius Iulius Iullus ; celui-ci meurt au cours de son mandat, en 391 av. J.-C. et est remplacé par le censor suffectus Marcus Cornelius Maluginensis.
En 387 et 385 av. J.-C., il est élu tribun militaire à pouvoir consulaire, une magistrature qui, au début de la République romaine, s'est substituée au consulat de façon irrégulière entre 444 et 367 av. J.-C..
En 387, il a pour collègues Lucius Æmilius Mamercinus, Lucius Valerius Publicola, Cnaeus Sergius Fidenas Coxo (de) et Licinius Menenius Lanatus (it).
Pour son second mandat en 385, ses collègues sont Titus Quinctius Cincinnatus Capitolinus, Lucius Quinctius Cincinnatus Capitolinus, Publius Cornelius, Gnaeus Sergius Fidenas et Aulus Manlius Capitolinus ; ce dernier convainc le Sénat de nommer Aulus Cornelius Cossus dictateur pour faire face à une attaque des Volsques soutenus par les Latins et les Herniques.